# Porcellio letourneuxi
Porcellio letourneuxi är en kräftdjursart som beskrevs av Simon 1885. Porcellio letourneuxi ingår i släktet Porcellio och familjen Porcellionidae. Inga underarter finns listade i Catalogue of Life.